# エイチエス映像
エイチエス映像（エイチ・エスえいぞう）は、素人モノを中心として、1995年〜2009年に存在したインディーズアダルトビデオメーカー。

## 概要
1995年頃に発足。傘下のモンスターレーベルから「ミニモ」という名称でデジタルモザイクの技法を最初に使ったAVを出したことで知られている。
2009年11月5日発売の『激マブ女子校生』『素人娘ハメッパ！4時間スペシャル』を最後の作品とした。